# Paul Porical
Paul Porical (Pesillà de la Ribera, Rosselló, 23 d'octubre del 1911 - Perpinyà, 10 d'agost del 1977) va ser un jugador de rugbi a 15 nord-català. Feia 1 m 66 d'alçada, i pesava 66 kg. Havia evolucionat de davanter al lloc de darrere a la USAP.
Era jardiner municipal del seu poble.
Va poder disputar set grans finals estatals amb el seu club.
Els seus descendents també van ser jugadors de Rubgi. Així, el seu fill Gerald Porical -40 anys més tard- va ser subcampió de França jugant amb el mateix club i ocupant el mateix lloc que el seu pare, l'any 1977. El 2005, un altre Porical, Jérôme, excel·lent golejador, va fer un extraordinari paper a l'esquip de França juvenil, sempre sota els colors de la USAP.

## Palmarès
- Participa en la competició Yves du Manoir el 1935
- Subcampió de França en 1935 i 1939
- Finalista de la competició Yves du Manoir en 1936, 1937 i 1938
- Campió de França el 1938